# Adam Wiśniewski
Adam Wiśniewski, né le 24 octobre 1980 à Płock, est un ancien handballeur international polonais, évoluant au poste d'ailier gauche au Orlen Wisła Płock .

## Palmarès

### En clubs
- Vainqueur du Championnat de Pologne (6) : 2002, 2004, 2005, 2006, 2008, 2011
- Vainqueur de la Coupe de Pologne (4) :  2001, 2005, 2007, 2008

### En équipe nationale
- médaillé de bronze au championnat du monde 2015